# Eva Waller
Eva Waller (* 1964 in Krefeld) ist eine deutsche Professorin für Wirtschaftsrecht und seit dem 1. Januar 2021 Präsidentin der Hochschule RheinMain.

## Leben
Sie studierte von 1983 bis 1989 Rechtswissenschaften an der Universität Bayreuth und Göttingen. 1998 schloss sie ihre Promotion am Lehrstuhl für Öffentliches Recht und Öffentliches Wirtschaftsrecht der TU Chemnitz bei Ludwig Gramlich über das internationale Recht des geregelten Vergabewesens ab. Von 2005 bis 2020 war sie Professorin für Wirtschaftsrecht an der Hochschule Bochum. Seit März 2016 war sie Vizepräsidentin Studium, Lehre und Internationales an der Hochschule Bochum. Sie ist seit dem 1. Januar 2021 Präsidentin der Hochschule Rhein Main.